# 甲斐田樹里
甲斐田 樹里（かいだ じゅり、1988年〈昭和63年〉5月19日 - ）は、日本の歌手、タレント。女性アイドルグループ・SDN48の元メンバーで、ダンス&ボーカルユニット・7cm（ナナセンチ）の元メンバー。
東京都出身。デュアリス所属。夫はプロ野球選手の松本裕樹。

## 略歴
- 前職は渋谷109のショップ店員。2009年8月1日よりSDN48のアンダーとして活動を開始、2010年5月15日に正規メンバーに昇格した。
- 2012年3月31日にNHKホールで行われた『SDN48 コンサート「NEXT ENCORE」 in NHKホール』をもってSDN48を卒業。
- 2012年7月6日、同日に開設したブログにてエイベックス・マネジメントへ移籍した事を発表[2]。
- 2013年5月、新ユニット『7cm』を結成[1]。
- 2014年6月19日、本人ブログにてハニー・ビートへ移籍した事を発表[3]。
- 2019年6月1日、本人ブログにてデュアリスへ移籍した事を発表[4]。
- 2019年8月1日、東京・秋葉原のAKB48劇場で開催されたSDN48結成10年記念「誘惑のガーター」特別公演に出演。
- 2021年1月16日、プロ野球・福岡ソフトバンクホークスの松本裕樹と結婚したことを公表した[5]。

## 人物
- 合気道、テニス経験がある。
- 趣味は料理。パラパラの炒飯を得意とする。
- 自慢はキズのない足と潤う唇。毎日大事にケアをほどこしている。
- KONANと同い年という兄がいる[6]。

## 参加曲

### シングルCD選抜曲
SDN48名義
- エロスのトリガー - アンダーガールズA名義
- 淡路島のタマネギ - アンダーガールズB名義
- おねだりシャンパン - アンダーガールズA名義
- Everyday、カチューシャ（SDN48 ver.）
- カシャーサで自白する - アンダーガールズB名義
- 上からナツコ - アンダーガールズB名義

AKB48名義
- マジジョテッペンブルース - PVのみ参加

### 劇場公演ユニット曲
SDN48 1st Stage「誘惑のガーター」公演
※仲里安也美卒業後、仲里ポジション

## 出演

### テレビ
- すっぽんの女たち（2010年8月4日・11日、テレビ朝日）

### ラジオ
- ON8（2010年8月2日、bayfm）

### 舞台
- エアースタジオ「プレイス」（2012年9月12日 - 17日、アクアスタジオ）
- アトリエ・ダンカンプロデュース ミュージカル「新幹線おそうじの天使たち」（2013年3月16日 - 24日、AiiA Theater Tokyo）

### 広告・CM
- ウイング市川駅南店 - 応援サポーター
- 宮城ウイング - イメージガール
- P-martTV「甲斐田樹里のスロットスタイル」（動画配信）